# Nora Brockstedt
Nora Brockstedt, née le 20 janvier 1923 à Oslo (Norvège) et morte le 5 novembre 2015 dans la même ville est une chanteuse norvégienne.

## Biographie
À l'âge de 20 ans, elle débute dans le cabaret Chat Noir à Oslo, pendant 2 ans.
Dans les années 1950 à 1954, elle a été membre du groupe The Monn Keys, composé d'Arne Bendiksen et d'Egil Monn-Iversen. 
Nora Brockstedt est la première chanteuse à représenter la Norvège au Concours Eurovision de la chanson en 1960 avec la chanson Voi-voi, puis se représente en 1961 avec Sommer i Palma.
Au cours des dernières années, Nora Brockstedt a mis l'accent plus sur le genre jazz, avec des albums avec succès comme As Time Goes By (2004) et de chants de Noël (2005).